# Solid Runner
Solid Runner (ソリッドランナー) est un jeu vidéo de rôle au tour par tour en vue aérienne dans un univers cyberpunk et mecha. Le jeu a été développé par Sting Entertainment et édité par ASCII, le 28 mars 1997 uniquement au Japon sur SNES.

## Synopsis
Dans la ville futuriste de Solid City, le vétéran Shu Askin et sa fiancée Eileen, la fille du boss du crime organisé de la ville, s'apprêtent à se marier. Eileen et son père sont brutalement assassinés dans une guerre des gangs. Shu, mi-détective mi-chasseur de primes, s'enfonce dans les bas fonds de Solid City, afin de faire payer les responsables.

## Système de jeu
Les combats se déroulent en un-contre-un, à l'aide de mecha léger de combat.
Le character design est l’œuvre de Hajime Oki.